# Episodi di That's My Bush!
La prima e unica stagione della serie televisiva That's My Bush!, composta da 8 episodi, è stata trasmessa negli Stati Uniti, da Comedy Central, dal 4 aprile al 23 maggio 2001.
In Italia la stagione è stata trasmessa dal 6 ottobre al 24 novembre 2002 su Jimmy.
| nº | Titolo originale               | Titolo italiano           | Prima TV USA   | Prima TV Italia  |
| -- | ------------------------------ | ------------------------- | -------------- | ---------------- |
| 1  | An Aborted Dinner Date         | Un aborto di cena         | 4 aprile 2001  | 6 ottobre 2002   |
| 2  | A Poorly Executed Plan         | Uno scherzo mortale       | 11 aprile 2001 | 13 ottobre 2002  |
| 3  | Eenie, Meenie, Miney, MURDER!  | Scritto nelle carte       | 18 aprile 2001 | 20 ottobre 2002  |
| 4  | SDI–Aye-AYE!                   | S.D.I., ahi, ahi          | 25 aprile 2001 | 27 ottobre 2002  |
| 5  | The First Lady's Persqueeter   | La dolce morte di Pun'kin | 2 maggio 2001  | 3 novembre 2002  |
| 6  | Mom 'E' D.E.A. Arrest          | Una diretta Ecstasyante   | 9 maggio 2001  | 10 novembre 2002 |
| 7  | Trapped in a Small Environment | Trappola per chiarimenti  | 16 maggio 2001 | 17 novembre 2002 |
| 8  | Fare Thee Welfare              | Il perdente misterioso    | 23 maggio 2001 | 24 novembre 2002 |